# Muriege
Muriege, também grafada como Murieje, é uma vila e comuna angolana que se localiza na província da Lunda Sul, pertencente ao município de Muconda.